# Résenlieu
Résenlieu – miejscowość i gmina we Francji, w regionie Normandia, w departamencie Orne.
Według danych na rok 1990 gminę zamieszkiwało 185 osób, a gęstość zaludnienia wynosiła 36 osób/km² (wśród 1815 gmin Dolnej Normandii Résenlieu plasuje się na 701. miejscu pod względem liczby ludności, natomiast pod względem powierzchni na miejscu 875.).